# Récif Ardasier
Le récif Ardasier (en anglais Ardasier Reef, en malais  Terumbu Ubi (« Récif d'igname »), en tagalog Bahura ng Antonio Luna (« Récif Antonio Luna »), en vietnamien đá Kiêu Ngựa, en mandarin Guāngxīngzǐ Jiāo (en sinogramme traditionnel 光星仔礁)), est un atoll des îles Spratleys en mer de Chine méridionale situé à l'extrémité sud-ouest de Dangerous Ground. 

## Géographie
Le récif Ardasier se trouve à 26 km au nord-nord-est du récif Swallow et à 9 km à l'est du récif Dallas, le grand banc Ardasier s'étendant sur 69 km à l'est-nord-est. Le banc Ardasier, un atoll englouti à l'exception du récif émergé d'Ardasier à son extrémité sud-ouest, a une superficie totale de 2 347 km2 et son ancien lagon atteint 65 mètres de profondeur.
Le récif Ardasier est abrupt, sauf sur son côté est où il jouxte le banc Ardasier. Ses vastes zones de sable abritent une abondance de grandes raies-guitare farouches, de raies aigles, de raies manta de récif et d'autres créatures intrigantes vivant au fond qui s'enfouissent dans le sable.

## Revendication de souveraineté
C'est l'une des zones des îles Spratleys occupées par la Malaisie. La Marine royale malaisienne y entretient une « station navale offshore » appelée « Station Uniform », depuis 1986,.
L'atoll est revendiqué par les Philippines et le Viêt Nam ainsi que la république populaire de Chine et Taïwan selon la démarcation de la ligne en neuf traits. Le nom philippin porte le nom du général révolutionnaire philippin Antonio Luna.